# جورج یانگر (زاده ۱۸۵۱)
جورج یانگر (انگلیسی: George Younger, 1st Viscount Younger of Leckie؛ ۱۳ اکتبر ۱۸۵۱ – ۲۹ آوریل ۱۹۲۹) سیاست‌مدار و کارآفرین اهل بریتانیا بود.
وی از سال ۱۹۰۶ تا ۱۹۲۲ نماینده مجلس عوام بریتانیا بوده‌است.